# E RER-vonal
Az E jelű RER-vonal Párizs egyik elővárosi (RER) vasútvonala. Színe a térképeken rózsaszín; hossza 60 km, ezzel a legrövidebb RER-vonal. Összesen 25 állomás található rajta. Átszállási kapcsolata van mind a négy másik RER-vonallal és tíz párizsi metróvonallal. 1999-ben nyitották meg, legutolsó hosszabbítása 2024-ben történt. Üzemeltetője az SNCF. Nyugati végállomása Nanterre – La Folie, míg keleten kétfelé ágazik: a két keleti végállomása Gare de Chelles – Gournay, illetve Gare de Tournan.
A vonalat átlagosan napi 620 000 utas szállítására tervezték.
A vonalat nyugat felé tovább építik Mantes-la-Jolie állomásig.

## Járművek
Az E jelű vonalon általában az alábbi járműtípusok közlekednek:
- SNCF Z 22500 sorozat (53, 2017. december 23.)
- SNCF Z 50000 sorozat (14, 2018. február 20.)
- RER NG (2023. november 13. – )

## Állomások
| Ág | Állomás                                    | Zóna | Közigazgatási egység                   | Átszállási lehetőségek                                                                                                |
| -- | ------------------------------------------ | ---- | -------------------------------------- | --- |
| E1 | Nanterre – La Folie                        | 3    | Nanterre                               | 160 163 259 276 N53                                                                                                   |
| E1 | La Défense                                 | 3    | Puteaux                                | · 73 141 144 159 174 178 258 275 276 278 360 N24                                                                      |
| E1 | Gare de Neuilly – Porte Maillot            | 1    | Párizs 17                              | · 43 73 82 PC 244 274 N11 N24 N151 N153 · Beauvais-Tillé repülőtér                                                    |
| E1 | Gare de Haussmann – Saint-Lazare           | 1    | Párizs 9                               | · 20 21 22 24 26 27 28 29 32 43 53 66 80 81 94 95 · N01 N02 N15 N16 N51 N52 N53 N150 N151 N152 N153 N154              |
| E1 | Gare de Magenta                            | 1    | Párizs 10                              | Eurostar Thalys · 26 30 31 38 39 42 43 46 48 54 56 65 302 350 OpenTour N01 N02 N14 N43 N44 N140                       |
| E1 | Gare Rosa-Parks                            | 1    | Párizs 19                              | 35 54 60 239 Traverse Ney-Flandre N140                                                                                |
| E1 | Gare de Pantin                             | 2    | Pantin                                 | 151 170 249 330 N13 N41 N140                                                                                          |
| E1 | Gare de Noisy-le-Sec                       | 3    | Noisy-le-Sec                           | 105 143 545 |
| E2 | Gare de Bondy                              | 3    | Bondy                                  | 303 346 TUB TRA 616                                                                                                   |
| E2 | Gare du Raincy – Villemomble – Montfermeil | 4    | Le Raincy, Villemomble                 | 114 TRA 601, 602, 603, 605                                                                                            |
| E2 | Gare de Gagny                              | 4    | Gagny                                  | 121 221 303 TRA 604, 623 N23                                                                                          |
| E2 | Gare du Chénay - Gagny                     | 4    | Gagny                                  | 214 TRA 642 Les Autobus du Fort 701 N23                                                                               |
| E2 | Gare de Chelles – Gournay                  | 4    | Chelles, Gournay-sur-Marne             | 113 213 Apolo7 A, B, C, E, F, 13 TRA 613 Seine-et-Marne Express 19 N23 N141                                           |
| E4 | Gare de Rosny-Bois-Perrier                 | 3    | Rosny-sous-Bois                        | 102 116 121 145 Titus 2 N142                                                                                          |
| E4 | Gare de Rosny-sous-Bois                    | 3    | Rosny-sous-Bois                        | 116 118 143 Titus 1, 2, 3, 4 N142                                                                                     |
| E4 | Gare du Val de Fontenay                    | 3    | Fontenay-sous-Bois                     | 116 118 122 124 301 524 Les Autobus du Fort 702 N34 N142                                                              |
| E4 | Gare de Nogent – Le Perreux                | 3    | Nogent-sur-Marne, Le Perreux-sur-Marne | 114 116 120 210 317 N35 N142                                                                                          |
| E4 | Gare des Boullereaux – Champigny           | 3    | Champigny-sur-Marne                    | 106 110 116 N130 |
| E4 | Gare des Yvris – Noisy-le-Grand            | 4    | Villiers-sur-Marne, Le Plessis-Trévise | 106 110 206 207 210 306 308 N33 N130                                                                                  |
| E4 | Gare des Yvris – Noisy-le-Grand            | 4    | Noisy-le-Grand                         | 310 312 320 |
| E4 | Gare d’Émerainville – Pontault-Combault    | 5    | Émerainville, Pontault-Combault        | 206 212 421 SITUS 2 Seine-et-Marne Express 18 Sit'bus A, B, C, D N142                                                 |
| E4 | Gare de Roissy-en-Brie                     | 5    | Roissy-en-Brie                         | Sit'bus 501A, A, D, E N142                                                                                            |
| E4 | Gare d’Ozoir-la-Ferrière                   | 5    | Ozoir-la-Ferrière                      | Arlequin 5, 14 Stigo 11, 201 PEP'S 13 Seine-et-Marne Express 16 Sit'bus A N142                                        |
| E4 | Gare de Gretz-Armainvilliers               | 5    | Gretz-Armainvilliers                   | Sol'R 3, 121 Stigo 11, 18 N142                                                                                        |
| E4 | Gare de Tournan                            | 5    | Tournan-en-Brie                        | Sol'R 3, 7, 21, 28, 121, 209, 309, 409 Stigo 11, 18 Procars 14 Yerres – Brie Centrale 23 Darche-Gros 30 PEP'S 32 N142 |